# EMG
EMG er en producent af pick-up'er til guitar. Blandt deres mest kendte modeller er
- EMG HZ
- EMG 81

Bl.a. fabrikanten ESP Guitars bruger EMG-pickup'er på nogle af deres modeller.